# Públio Petrônio
Públio Petrônio (em latim: Publius Petronius) (24 a.C.–46 (69 anos)) foi um político e militar romano nomeado cônsul sufecto em 19 com Marco Júnio Silano Torquato. É mais conhecido por ter sido governador da Síria entre 39 e 42, período no qual evitou uma revolta na Judeia ao atrasar uma ordem de Calígula para colocar uma estátua do imperador no Templo de Jerusalém até que o próprio imperador fosse assassinado. Era neto do triúnviro monetário Públio Petrônio Turpiliano e provavelmente neto do prefeito do Egito Públio Petrônio. Caio Petrônio, cônsul sufecto em 25, era provavelmente seu irmão mais novo.

## Carreira
Uma inscrição encontrada em Roma mostra que, em 7, Petrônio — com cerca de 31 anos — foi admitido no colégio dos áugures, sacerdotes cuja missão era interpretar presságios, como sucessor do falecido (por suicídio), Lúcio Semprônio Atratino. Em 19, foi nomeado cônsul sufecto no lugar de Lúcio Norbano Balbo. Durante o mandato, os dois aprovaram a Lex Petronia Iunia, que ampliava os direitos dos libertos e estabelecia que, em caso de dúvida sobre se alguém era ou não escravo, a pessoa deveria ser considerada livre. Entre os eventos importantes ocorridos naquele ano estão a morte de Germânico e a expulsão dos judeus e dos seguidores de Ísis de Roma por Tibério.
Dois anos depois do consulado, em 21, toda a família de Petrônio foi interrogada por causa da apressada elegia composta por Clutório Prisco para o ainda vivo filho de Tibério, Druso, o Jovem. Somente a intervenção de Vitélia, sogra de Petrônio, conseguiu livrá-los de qualquer acusação. Prisco foi executado.
Em 29, Petrônio foi nomeado procônsul da Ásia, cargo no qual se manteve até 35, como mostram várias inscrições e moedas encontradas naquela região. O futuro general e cunhado de Calígula Cneu Domício Córbulo serviu como questor sob Petrônio nesta época.
Já de volta a Roma, Petrônio foi membro de um comitê formado para avaliar os danos provocados num incêndio em 36.

## Governador da Síria
Em 39, Calígula, que sucedera Tibério em 37, nomeou-o legado imperial na Siria no lugar de Lúcio Vitélio, onde ele viria a vivenciar uma situação muito difícil que quase lhe custou a vida.

### Ordem para profanar o Templo
Em algum momento no inverno de 39-40, a população grega de Jâmnia, na Judeia, construiu um altar para o culto imperial e os judeus da cidade imediatamente o destruíram, o que resultou num distúrbio considerável. A destruição foi aparentemente considerada como um insulto pessoal pelo imperador Calígula, que já estava irritado com o conflito entre gregos e judeus em Alexandria, com ambas as delegações em Roma esperando sua intervenção. 
Como vingança, Calígula ordenou que o novo governador convertesse o Templo de Jerusalém num templo dedicado ao "novo Zeus Epiphanes Gaius" colocando uma estátua de Júpiter baseada na imagem do próprio Calígula no seu interior. O imperador sabia do risco desta decisão e pediu que Petrônio levasse consigo metade do exército do Eufrates (duas legiões e um número equivalente de auxiliares) até a província da Judeia, à epoca governada pelo prefeito Marulo. Petrônio, ciente de que a fronteira oriental do Império seria arriscada pela implementação desta ordem, tentou ganhar tempo contratando um artista para que ele fosse até Sidon para trabalhar na estátua e ordenando que ele levasse o maior tempo possível na tarefa. Em paralelo, ele contatou os judeus.
Quando Petrônio percebeu que não haveria negociação neste tema, ele partiu de sua capital, Antioquia, na primavera de 40 e seguiu atravessando a Fenícia em direção a Jerusalém. No caminho, uma delegação de altos dignitários judeus foi ao seu encontro para implorar que ele não violasse o templo. Petrônio então enviou uma carta a Calígula na qual ele se desculpou pelo longo tempo dispendido para produzir a estátua e citou que a época da colheita era iminente. Calígula concordou e ordenou que ele colocasse a estátua no templo depois dela.
Petrônio seguiu para Ptolemais, onde muitos milhares de judeus protestaram e pediram proteção a Petrônio. Contudo, eles também deixaram claro que estavam preparados para dar suas vidas para evitar que o Templo em Jerusalém fosse violado.

### Negociações em Tiberíades
Em consideração aos judeus, Petrônio deixou seu exército e a estátua em Ptolemais e partiu para Tiberíades no final do outono, onde passou um longo tempo negociação alguma forma de acomodação com os judeus. Até mesmo Aristóbulo, irmão do rei Herodes Agripa, e Helquias, o Grande, foram até lá para pedir ao governador que não profanasse o Templo. A tolerância religiosa de Petrônio ficou evidente pelo esforço que ele vinha fazendo para tentar encontrar uma solução intermediária. Segundo Flávio Josefo, ele chegou a descrever os Dez Mandamentos judaicos como "excelentes". Mas ele também sabia do risco que estava correndo por atrasar a execução de uma ordem direta do imperador. A questão era ainda mais complicada por que 40/41 era um ano sabático, um período no qual um clima messiânico tomava conta da região e no qual a Torá não permitia que os campos fossem semeados, o que com frequência provocava crises de abastecimento.
Ciente de que corria risco de vida, Petrônio escreveu novamente ao imperador relatando a determinada resistência dos judeus e o aparecimento de "sinais divinos". Herodes Agripa I, que estava em Roma, vinha tentando convencer o imperador a mudar de ideia sobre esta insana provocação e finalmente havia conseguido. Mas a ordem de Calígula para abandonar a colocação da estátua no Templo coincidiu com a carta de Petrônio. A teimosia do governador enfureceu tanto o imperador que ele acusou Petrônio de ter sido corrompido e ordenou que ele cometesse suicídio:
| “ | Pois você prestou mais atenção aos presentes dados a você pelos judeus do que às minhas ordens e se comportou em benefício dos judeus diferentemente do que eu te havia comandado, você agora deverá ser o seu próprio juiz e decidir o que deverá acontecer com você para que sinta a minha raiva. Porque eu quero fazer de você um exemplo para alertar o povo e a posteridade contra agir contra as ordens de César. | ” |

Contudo, a chegada desta carta a Antioquia foi atrasada por causa do mau tempo e, quando chegou, as notícias da morte do imperador (em 24 de janeiro de 41) já havia chegado..

### Reinado de Cláudio
O novo imperador, Cláudio, permitiu que Petrônio permanecesse na Síria como legado por mais dois anos, fato atestado por moedas de Antioquia. Flávio Josefo também confirma a extensão do governo de Petrônio, que, segundo ele, ainda publicou um édito em 42. "Alguns jovens arrogantes, para quem nada era sagrado" haviam colocado uma estátua do imperador em uma sinagoga em Dora, presumivelmente para provocar uma revolta. A pedido de Agripa I, Petrônio interveio, culpou os jovens e determinou que "no futuro [...] vocês devem evitar o máximo possível quaisquer distúrbios e disputas e devem permitir a todos a liberdade de adorarem o Deus de suas próprias convicções".

## Morte
Em maio de 42, Petrônio foi substituído pelo igualmente culto Caio Víbio Marso e nada mais se sabe sobre ele. É possível que Cláudio tenha desejado presentear seu amigo Petrônio com a honra especial de um novo consulado no aniversário de 800 anos de Roma em 47. O fato de os dois serem amigos próximos é confirmado por Sêneca, que zombou da morte de Cláudio em 54 afirmando que ele era o velho amigo de Petrônio. Esta hipótese sendo correta, Petrônio morreu em 46 a.C. aos setenta anos.

## Família
Públio Petrônio se casou com Pláucia, filha de Aulo Pláucio, cônsul sufecto em 1 a.C., e irmã do conquistador da Britânia Aulo Pláucio; os dois tiveram pelo menos três filhos: Públio Petrônio Turpiliano, que foi cônsul em 61, Tito Petrônio, conhecido como "Árbitro", cônsul sufecto em 62, e Petrônia, esposa do futuro imperador Vitélio.